# Format zamknięty
Format zamknięty, format własnościowy (ang. proprietary format) – opatentowany lub chroniony restrykcyjnymi licencjami format pliku komputerowego lub też innego rodzaju format lub struktura. Jego przeciwieństwem jest format otwarty o jawnej pełnej dokumentacji i bez ograniczeń licencyjnych w jego stosowaniu.